# Seiko Clips3 DIAMOND EXPRESSION
『Seiko Clips3 DIAMOND EXPRESSION』（セイコ クリップス スリー ダイアモンド イクスプレッション）は松田聖子のミュージック・ビデオ集。1993年6月21日発売。発売元はSony Records。

## 解説
松田3作目のミュージック・ビデオ集で、同年発売アルバム『DIAMOND EXPRESSION』収録曲のミュージック・ビデオを収録。

## 収録曲
1. OPENING
2. 大切なあなた
3. Dear Mom & Dad
4. A Touch of Destiny
5. Baby,Make Love Tonight
6. ENDING